# بيتر غراهام (سياسي)
بيتر غراهام هو سياسي كندي، ولد في 1 سبتمبر 1827 في المملكة المتحدة، وتوفي في 1877 بتورونتو في كندا. حزبياً، نشط في حزب أونتاريو المحافظ التقدمي. وقد انتخب عضو برلمان مقاطعة أونتاريو.